# Polygala seleri
Polygala seleri är en jungfrulinsväxtart som beskrevs av Chod.. Polygala seleri ingår i släktet jungfrulinssläktet, och familjen jungfrulinsväxter. Inga underarter finns listade i Catalogue of Life.